# 7.7 cm FK 96 n.A.
77-мм полевая пушка образца 1896 (новой конструкции) (нем. 7.7 cm FK 96 n.A. от нем. 7.7 cm Feldkanone 96 neuer Art) — основная легкая полевая пушка периода Первой мировой войны, стоявшая на вооружении Германской империи, а также Османской империи и Болгарии. Позже применялась в различных конфликтах в Центральной и Восточной Европе, находилась в арсеналах Веймарской Германии, а также стран Балтии.

## История создания
В конце XIX века в артиллерии сформировались тенденции перехода на пушки меньших калибров, стрелявших снарядами с бризантными взрывчатыми веществами и использовавших бездымный порох. Германия считалась одним из передовых государств в области артиллерии во многом благодаря работе конструкторов фирмы Круппа. В 1896 году эта фирма по заказу немецкой армии разработала новую 77-мм пушку, получившую название «полевая пушка образца 1896» (7,7 cm Feldkanone 96). Командование армии было настроено сэкономить на «лишних» устройствах, которые могли ещё и сломаться, поэтому конструкция новой нарезной пушки была максимально упрощённой. Техническое задание не предусматривало наличие противооткатных устройств, кроме того пушка имела раздельное гильзовое заряжание, что на тот момент уже было устаревшим решением и снижало скорострельность.
Контракт на выпуск пушки был уже заключён, когда в 1897 году французская армия приняла на вооружение 75-мм пушку образца 1897 года с эксцентрическим затвором, заряжанием унитарным патроном и противооткатными устройствами с гидропневматическим принципом действия. Преимущество в скорострельности и точности стрельбы, таким образом, оказалась на стороне потенциального противника — французов. Поэтому уже во время производства пушки образца 1896 года инженеры Круппа и Эрхарда перепроектировали пушку под лафет с противооткатными устройствами. В результате была получена практически новая система, хотя конструкция канала ствола осталась неизменной. Новая пушка сохранила индекс «96», но с добавлением n.A. — neue Art, то есть новой конструкции.

## Описание конструкции
Пушка имела простые и надёжные противооткатные устройства на коробчатом лафете. Лафет состоял из двух частей: неподвижного станка и трубки, связывавшей станок со стволом и служившей для монтажа противооткатных устройств. Ствол длиной 27,3 калибра изготавливался из никелевой стали. Затвор применялся клиновой, горизонтальный, открывающийся налево. Противооткатные устройства состояли из гидравлического тормоза отката и пружинного накатника. Пушка имела винтовые подъемный и поворотный механизмы. Щитовое прикрытие было толщиной 3 мм, верхний и нижний листы могли складываться для удобства перевозки и маскировки на позиции. Верхняя часть щитового прикрытия имела мягкую обивку и могла применяться как сиденье для двух номеров пушечного расчёта во время движения. Колеса оборудованы тормозами, применявшимися преимущественно в походном состоянии.
Для стрельбы применялись выстрелы патронного и раздельного заряжания с несколькими типами снарядов: шрапнель-граната, граната, шрапнель, дымовой снаряд, газовый (химический) снаряд. Снаряды 77-мм полевой пушки образца 1896 (nA) имели оптимальную конфигурацию снарядов по сохранению их скорости на больших дистанциях. Однако основной вид снарядов — шрапнельные — имели наименьшее по сравнению с аналогами дальность огня. Это объяснялось конструкцией дистанционной трубки не дававшей длительного времени горения. Другим недостатком шрапнельного снаряда был меньший вес шрапнельных шаров, что требовало больших конечных скоростей шрапнели для нанесения поражения.
К недостаткам немецкой 77-мм полевой пушки образца 1896 (новой конструкции) относится слабая баллистика по сравнению с аналогами времен Первой Мировой войны. Этот недостаток однако компенсировался большей массой снарядов и малыми дистанциями огня легкой полевой артиллерии из-за отсутствия соответствующих средств управления огнём в начале войны. В дальнейшем конструкторам пришлось работать над улучшением баллистики последующих образцов орудий.